# Collesalvetti
Collesalvetti es una localidad italiana de la provincia de Livorno, región de Toscana, con 16.648 habitantes.

Ubicación de la ciudad de Collesalvetti dentro de la provincia de Livorno.

## Evolución demográfica
| Gráfica de evolución demográfica de Collesalvetti entre 1861 y 2001 |
|                                                                     |
| Fuente ISTAT - Elaboración gráfica por parte de Wikipedia           |